# 伏爾加湖
伏爾加湖（俄语：Волго），是俄羅斯的湖泊，由特維爾州負責管轄，位於奧斯塔什科夫以南25公里的瓦爾代高地，長40公里、寬4公里，面積61平方公里，海拔高度204米。